# 裴讓之
裴让之，字士礼 ，东魏、北齐官员、文人，河东郡闻喜县人。裴佗的儿子，母亲辛氏。
十六岁时父亲去世，他因悲伤几乎损伤身体，母亲辛氏安慰他说：“你是想抛弃我、毁灭自身，来博取孝子的名声吗？” 他听后重新振作起来。裴让之年轻时喜好学问，在文才和辩才方面十分出众，很早就有了名声。东魏天平年间，他被推举为秀才，对策被列为高等并公示。他逐步晋升至屯田主客郎中，在官署中，人们私下里说 “擅长赋诗的是裴让之”。后来担任太原公开府记室。他与杨愔关系很好，每次相聚都整日沉浸在清谈之中。杨愔每逢有事都会评价道：“此人的风流洒脱、才思敏捷，传承了裴文季（裴潜之弟裴徽）的遗风。” 南朝梁的使者前来时，裴让之作为主客郎负责接待。由于二弟裴诹之逃往西魏，兄弟五人一同被拘禁。高欢问 “诹之在哪里”，裴让之回答：“从前吴、蜀两国分别有诸葛氏兄弟（诸葛瑾和诸葛亮）效力，这是旧例。况且我的老母亲还在这里，君臣的名分已经确定，失去忠和孝是愚夫的行为。” 高欢认可他的话，将兄弟几人一同释放。在高澄手下，他担任大将军主簿，兼任中书舍人。后来又兼任散骑常侍，奉命出使南朝梁。高澄入朝时，他被召见担任中书侍郎，仍兼任舍人。北齐建立后，魏孝静帝被幽禁在别宫，与群臣隔绝，裴让之为此抽泣流泪。他负责参与掌管礼仪制度，被封为宁都县男。齐文宣帝打算任命他为黄门郎，有人进言说 “裴让之体重较重，难以胜任小步快跑侍奉君主的近侍之职”，因此改任他为清河郡太守。清河郡的官吏田转贵和孙舍兴长期狡诈地侵夺百姓财产，裴让之到任后不久就将他们判处死刑。当时清河王高岳担任司州牧，派遣部从事调查此事。侍中高德正本就与裴让之不和，便上奏说：“正好在陛下接受禅让之时，裴让之眷恋魏朝，流下眼泪。让他担任内官，是不合适的。” 文宣帝大怒。杨愔为裴让之辩护，却无法平息文宣帝的怒火，甚至被呵斥 “你想和裴让之葬在同一个坟墓里吗”，杨愔等大臣于是都沉默了。文宣帝命令裴让之在自己家中自杀。。